# Rodion Cămătaru
Rodion Gorun Cămătaru (* 22. června 1958, Strehaia, Rumunsko) je bývalý rumunský fotbalový útočník a reprezentant. Mimo Rumunska hrál v Belgii a Nizozemsku. Za svou hráčskou kariéru nasbíral několik titulů.

## Klubová kariéra
- Progresul Strehaia 1970–1974 (mládežnické týmy)
- FC Universitatea Craiova 1974–1986
- FC Dinamo București 1986–1989
- R. Charleroi SC 1989–1990
- SC Heerenveen 1990–1993

V roce 1987 vyhrál kontroverzně evropskou Zlatou kopačku, prestižní cenu pro nejlepšího kanonýra Evropy. Cămătaru dosáhl 20 z celkových 44 gólů v posledních 6 zápasech sezóny. Vyšlo najevo, že vítězství bylo zmanipulované, a po 20 letech se druhý v pořadí, Rakušan Toni Polster, dočkal Zlaté kopačky také.

## Reprezentační kariéra
Rodion Cămătaru reprezentoval Rumunsko. V A-týmu debutoval 13. prosince 1978 v přátelském zápase v Aténách proti domácímu týmu Řecka. (prohra 1:2). Celkem odehrál v letech 1978–1990 za rumunský národní tým 75 zápasů a vstřelil 22 gólů.
Zúčastnil se EURA 1984 ve Francii a MS 1990 v Itálii. Na světovém šampionátu 1990 byl pouze náhradníkem, nezasáhl do žádného zápasu.